# 山田賢治 (作家)
山田賢治（やまだ けんじ）は、日本のゲームブック作家。FT書房に所属。

## 作品リスト

### ゲームブック
- 『剣豪推参』FT書房  ASIN B00OXRH31K
- 『ゴーレムナイトと巨人戦争』FT書房  ASIN: B00P4X25AQ
- 『緋色のハザード』FT書房  ASIN: B00Q8QD318
- 『宇宙漂流戦記　episode1』FT書房  ASIN: B00S3TO8AI
- 『剣竜亭とカラクリ迷宮』FT書房  ASIN: B00TDO3MEU
- 『カウントダウンロンド』FT書房  ASIN: B011ZJOSPW
- 『ドルイドリィ』FT書房  ASIN: B016CU7PMW